# Hajo Hoffmann (Musiker)

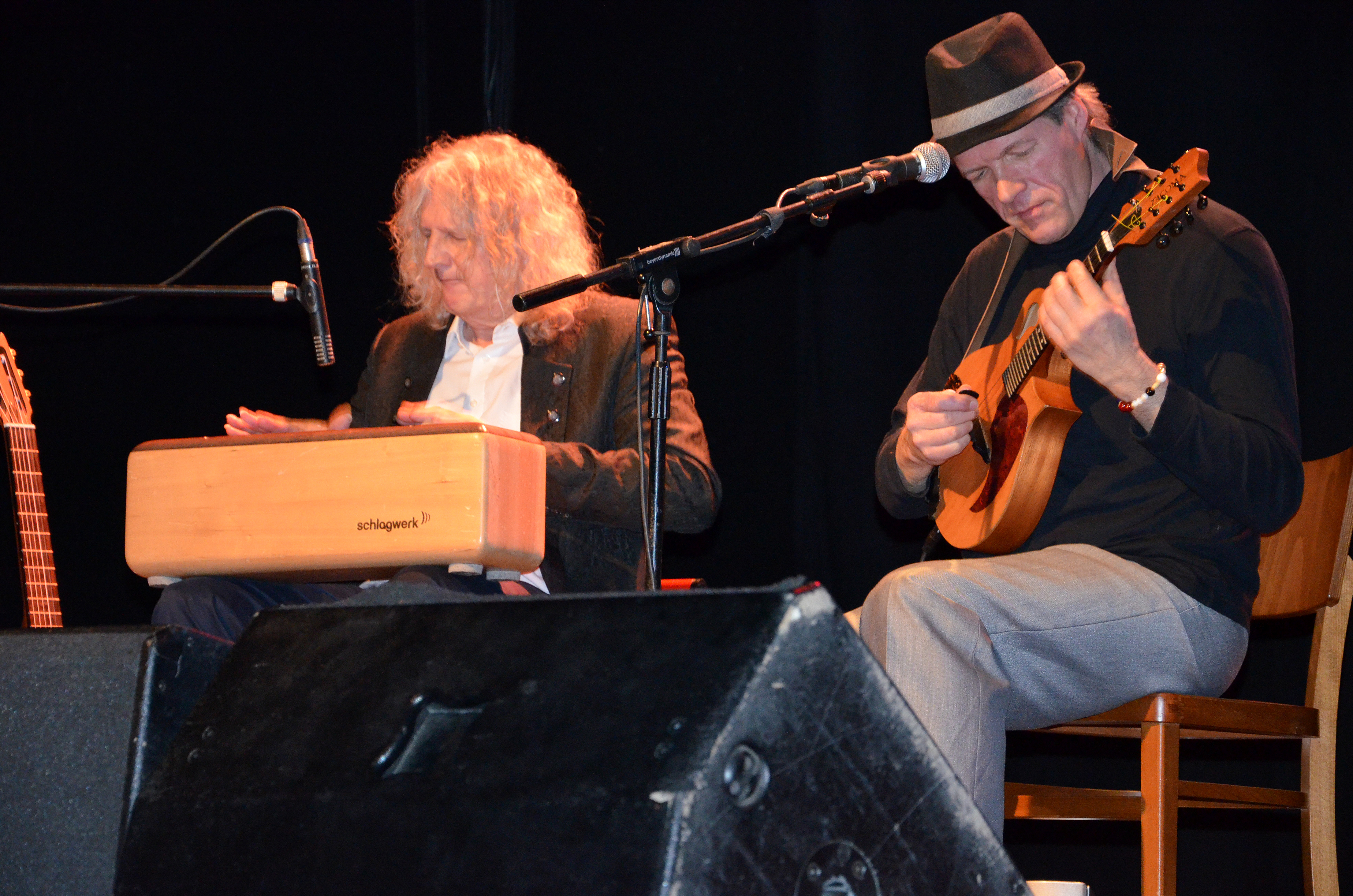
Hajo Hoffmann (rechts) mit Wolfgang Stute (2014)

Hajo Hoffmann (* 21. Januar 1958 in Hannover; † 2. August 2015 ebenda) war ein deutscher Jazzmusiker (Violine, Mandoline, Ukulele, Komposition).

## Leben
Hajo Hoffmann erhielt von 1965 bis 1977 Geigenunterricht an der Musikschule Hannover. Seinen privaten Jazzstudien bei Zbigniew Seifert und Stéphane Grappelli folgte ein Klassik- und Jazz-Studium an der Hochschule für Musik Köln (bei Franz-Joseph Mayer und Jiggs Whigham).
Von 1990 bis 1992 war er als (erster) Dozent für Jazzvioline an der Musikhochschule Köln tätig. 1984 gründete er sein Viomando-Projekt, das im Bereich des Ethno-Jazz tätig ist. Seit 1993 trat er als Geiger auf zahlreichen Konzerten in Europa, Brasilien und in den Vereinigten Staaten auf. Er nahm u. a. mit dem European Swing Trio, Jörg Widmoser, Hajo & Lygia, Melva Houston, Paul Shigihara und Charlie Mariano auf. Von 2004 bis 2008 war er Mitglied bei String Thing. Weiterhin spielte er mit Dave Brubeck und mit Häns’che Weiss.
2008 trat er zusammen mit Heinz Rudolf Kunze und Wolfgang Stute im Trio „Räuberzivil“ auf. Mit Béatrice Kahl bildete er das Duo The Latin Jazz Club und trat mit Jörg Seidel und seiner Gipsy Jazz Connexion auf. Als Dozent für Violine und Ensemble war er an der Hochschule für Musik und Theater Hannover von 2003 bis 2010 tätig. Seit 2011 war Hoffmann zusammen mit Wolfgang Stute in der Varieté-Produktion Spirit zu sehen. Mit Purple Schulz hat Hoffmann bei Konzerten der Reihe Gemeinsame Sache musiziert und ihn mit seiner Geige bei dessen Album So und nicht anders! unterstützt. Mit dem Streichquartett „DASKwartett“ widmete er sich zeitgenössischer Streichmusik. Mit Gereon Schoplick spielte er im Duo Saitenwechsel. Sein letztes Konzert gab er als Geiger einer All-Star-Band beim NDR-Sommerfest in Nordenham am 1. August 2015. Er starb nach einem Herzinfarkt.

## Zitate
„Mit Hajo verlieren wir einen begnadeten Musiker und ganz, ganz, ganz liebenswerten Kollegen, dessen Lachen oft noch lange im Raum stand, auch wenn er diesen schon verlassen hatte. Und so wird es auch jetzt sein. Adieu, Hajo! Danke für deine Musik!“

„Wir sind zutiefst schockiert, bestürzt und fassungslos! Vorgestern verließ viel zu zeitig ein Freund und grandioser Musiker die Bühnen dieser Welt! Wir trauern um Hajo Hoffmann - einen unserer Wegbegleiter und „alten“ Räuberzivil-Musiker! Mach’s gut Hajo!“

## Diskographische Hinweise
- Jörg Widmoser/Hajo Hoffmann: A Touch of Jazz Violins
- Mandopuro – the Sound Beyond Silence
- Heinz Rudolf Kunze: Räuberzivil – live & akustisch (2009)[6]
- Mandovocale (Acoustic Music Records, 2011)
- Heinz Rudolf Kunze & Räuberzivil: Hier rein – da raus (2012)[7]
- Wolfgang Stute/Hajo Hoffmann Marea[8]

## Lexikalische Einträge
- Jürgen Wölfer: Jazz in Deutschland. Das Lexikon. Alle Musiker und Plattenfirmen von 1920 bis heute. Hannibal, Höfen 2008, ISBN 978-3-85445-274-4.